# Hamburger SV
Hamburger SV je njemačko sportsko društvo ("Traditionsverein") iz grada Hamburga. Nogometni klub, jedan je od najstarijih, najpoznatijih u Njemačkoj. Neprekidno je prvoligaš od Prvog svjetskog rata i do 2018. je bio jedini klub iz 1. Bundeslige koji od osnutka lige 1963. godine nikad nije ispao u niži rang natjecanja, zbog čega ga u Njemačkoj često nazivaju "dinosaurom Bundeslige" (Bundesliga-Dino).

## Povijest

### Počeci
Hamburger SV-ovi se korijeni vuku do 29. rujna 1887. godine, spajanjem Der Hohenfelder Sportclub-a i Wandsbek-Marienthaler Sportclub-a u Sports Club Germania. 
Današnji klub je stvoren kao Hamburger Sport-Verein 1919. godine, spajanjem triju gradskih klubova, ozbiljno oslabljenih nakon 1. svjetskog rata. Rečena tri kluba su bili: Sports Club Germania, Hamburger FC (1888.) i FC Falke (1906.). 
Klupske boje su bile hanzeatski crvena i bijela u čast grada Hamburga, s plavim i crnim od najstarijeg od klubova-tvoraca, Germanie, koju se koristi u klupskom grbu. 

## Klupski uspjesi
HSV-ova tri osvojena prvenstva u Bundesligi daju klubu pravo nositi zlatnu zvijezdu "Verdiente Meistervereine"-a. Po trenutnom sustavu nagrađivanja, predbundesligaška prvenstva nisu priznata kao takva, pa se HSV-u ne daje pravo nositi drugu zlatnu zvijezdu od peterostrukog prvaka.
Uz to, HSV polaže pravo na naslov iz nogometnog prvenstva 1922. godine, koje mu nikad nije "službeno" priznato, zbog okolnosti oko igre i činovničkih prepreka DFB-a. Službeno tumačenje: "bez prvaka zbog nezaključujuće završnice" 

### Domaći uspjesi
Njemačko nogometno prvenstvo:
- Prvak (3): 1923., 1928., 1960.

Bundesliga:
- Prvak (3): 1978./79., 1981./82., 1982./83.

Njemački kup:
- Osvajač (3): 1962./63., 1975./76., 1986./87.

Liga-Pokal:
- Osvajač (2): 1972./73., 2003.

### Europski uspjesi
Kup UEFA:
- Finalist (1): 1981./82.

UEFA Kup/Liga prvaka:
- Osvajač (1): 1982./83.
- Finalist (1): 1979./80.

 Kup pobjednika kupova:
- Osvajač (1): 1976./77.
- Finalist (1): 1967./68.

Intertoto kup:
- Osvajač (1): 2005.

UEFA Superkup:
- Finalist (2): 1977., 1983.

Interkontinentalni:
- Finalist (1): 1983.

## Treneri
| Period        | Ime i prezime     |
| ------------- | ----------------- |
| 1945. – 1949. | Hans Tauchert     |
| 1946. – 1954. | Georg Knöpfle     |
| 1954. – 1956. | Martin Wilke      |
| 1956. – 1962. | Günter Mahlmann   |
| 1962. – 1964. | Martin Wilke      |
| 1964. – 1966. | Georg Gawliczek   |
| 1966. – 1967. | Josef Schneider   |
| 1967. – 1969. | Kurt Koch         |
| 1969. – 1970. | Georg Knöpfle     |
| 1970. – 1973. | Klaus-Dieter Ochs |
| 1973. – 1977. | Rudi Gutendorf    |
| 1977. – 1978. | Arkoç Özcan       |
| 1978. – 1980. | Branko Zebec      |
| 1981.         | Aleksandar Ristić |

| Period        | Ime i prezime      |
| ------------- | ------------------ |
| 1981. – 1987. | Ernst Happel       |
| 1987.         | Josip Skoblar      |
| 1987. – 1990. | Willi Reimann      |
| 1990. – 1992. | Gerd-Volker Schock |
| 1992.         | Egon Coordes       |
| 1992. – 1995. | Benno Möhlmann     |
| 1995. – 1997. | Felix Magath       |
| 1997.         | Ralf Schehr        |
| 1997. – 2001. | Frank Pagelsdorf   |
| 2001.         | Holger Hieronymus  |
| 2001. – 2003. | Kurt Jara          |
| 2003. – 2004. | Klaus Toppmöller   |
| 2004. – 2007. | Thomas Doll        |
| 2007. – 2008. | Huub Stevens       |

| Period        | Ime i prezime    |
| ------------- | ---------------- |
| 2008. – 2009. | Martin Jol       |
| 2009. – 2010. | Bruno Labbadia   |
| 2010.         | Ricardo Moniz    |
| 2010. – 2011. | Armin Veh        |
| 2011.         | Michael Oenning  |
| 2011.         | Rodolfo Cardoso  |
| 2011. – 2013. | Thorsten Fink    |
| 2013. – 2014. | Mirko Slomka     |
| 2014. – 2015. | Josef Zinnbauer  |
| 2015.         | Peter Knäbel     |
| 2015. – 2016. | Bruno Labbadia   |
| 2016. – 2018. | Markus Gisdol    |
| 2018.         | Bernd Hollerbach |
| 2018. -       | Christian Titz   |

## Poznati igrači
- Jörg Albertz
- Franz Beckenbauer
- Albert "Ali" Beier
- Uwe Bein
- Stefan Beinlich
- Khalid Boulahrouz
- Daniel Van Buyten
- Rodolfo Cardoso
- Thomas Doll
- Gert "Charly" Dörfel
- Jan Furtok
- Paolo Guerrero
- Otto "Tull" Harder
- Thomas von Heesen
- Stéphane Henchoz
- Horst Hrubesch
- Ditmar Jakobs
- Manfred Kaltz
- Rudolf Kargus
- Kevin Keegan
- Jordan Lečkov
- Felix Magath
- Émile Mpenza
- Rudi Noak
- Peter Nogly
- Miroslav Okonski
- Ivan Buljan
- Ivica Olić
- Mladen Petrić
- Jupp Posipal
- Hasan Salihamidžić
- Sergej Barbarez
- Horst Schnoor
- Willi Schulz
- Erwin Seeler
- Dieter Seeler
- Uwe Seeler
- Lars Jacobsen
- Heinz Spundflasche
- Uli Stein
- Klaus Stürmer
- Piotr Trochowski
- Rafael van der Vaart
- Walter Warning
- Jürgen Werner
- Wolfram Wuttke
- Allan Jepsen
- Tony Yeboah
- Juan Pablo Sorín
- Thomas Gravesen
- Nigel de Jong
- Vincent Kompany

## Vanjske poveznice
- Službene klupske stranice
- Službene navijačke stranice  Arhivirana inačica izvorne stranice od 5. prosinca 2013. (Wayback Machine)
- [neaktivna poveznica]
- Klupske statistike  Arhivirana inačica izvorne stranice od 14. kolovoza 2006. (Wayback Machine)
- Navijačke stranice HSV Forever
- Navijačke stranice  Arhivirana inačica izvorne stranice od 3. kolovoza 2006. (Wayback Machine) HSV-OLÉ-OLÉ - zbirka navijačkih pjesama o HSV-u
- Službene stranice AOL Arene
- Stadionski vodič
- Stadium info site  Arhivirana inačica izvorne stranice od 19. listopada 2020. (Wayback Machine) Stades Mythiques